# Kočičí hlavy

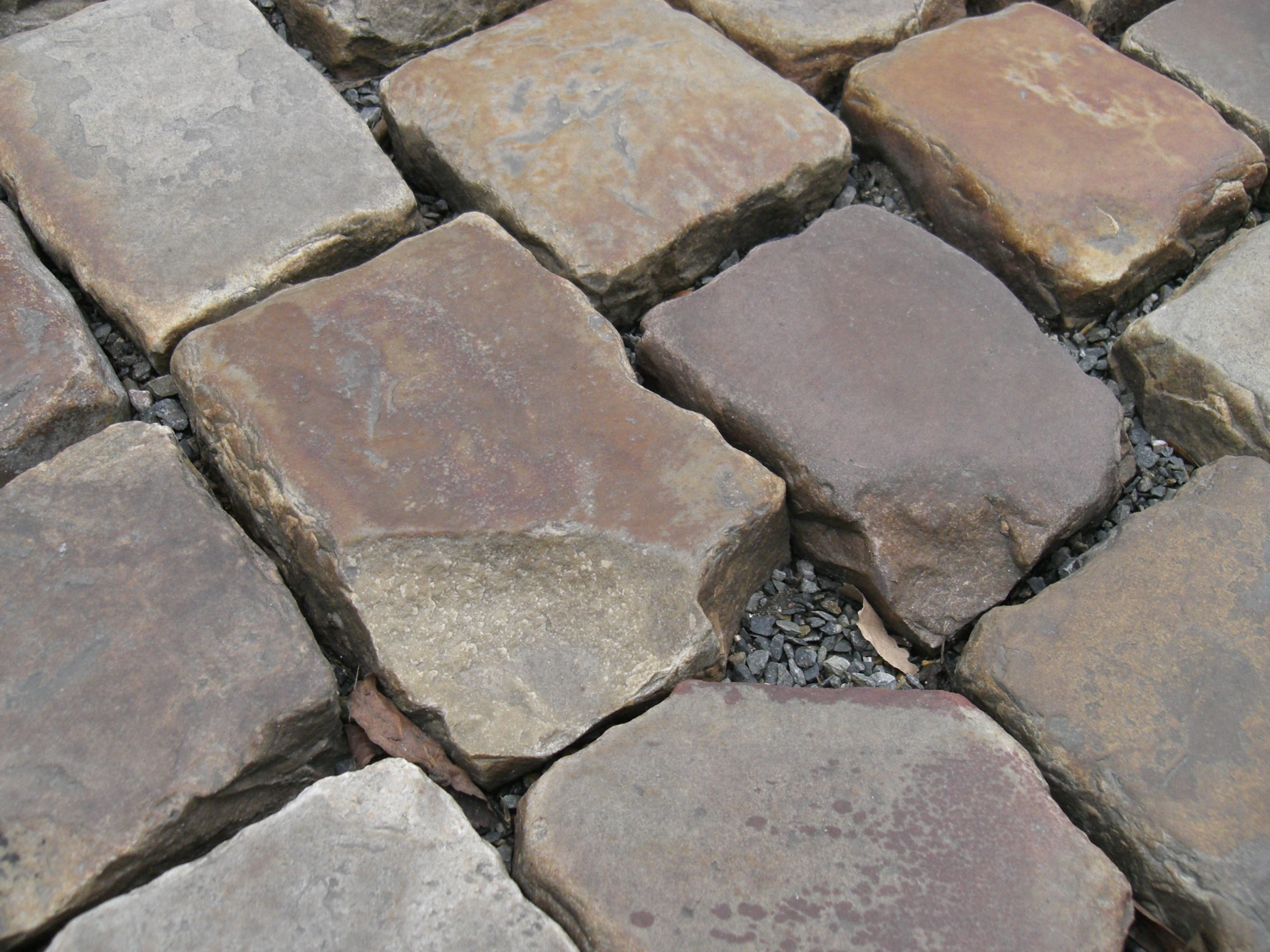
Detail poškozených rohů křemenné kostky, které jsou typické pro kočičí hlavy

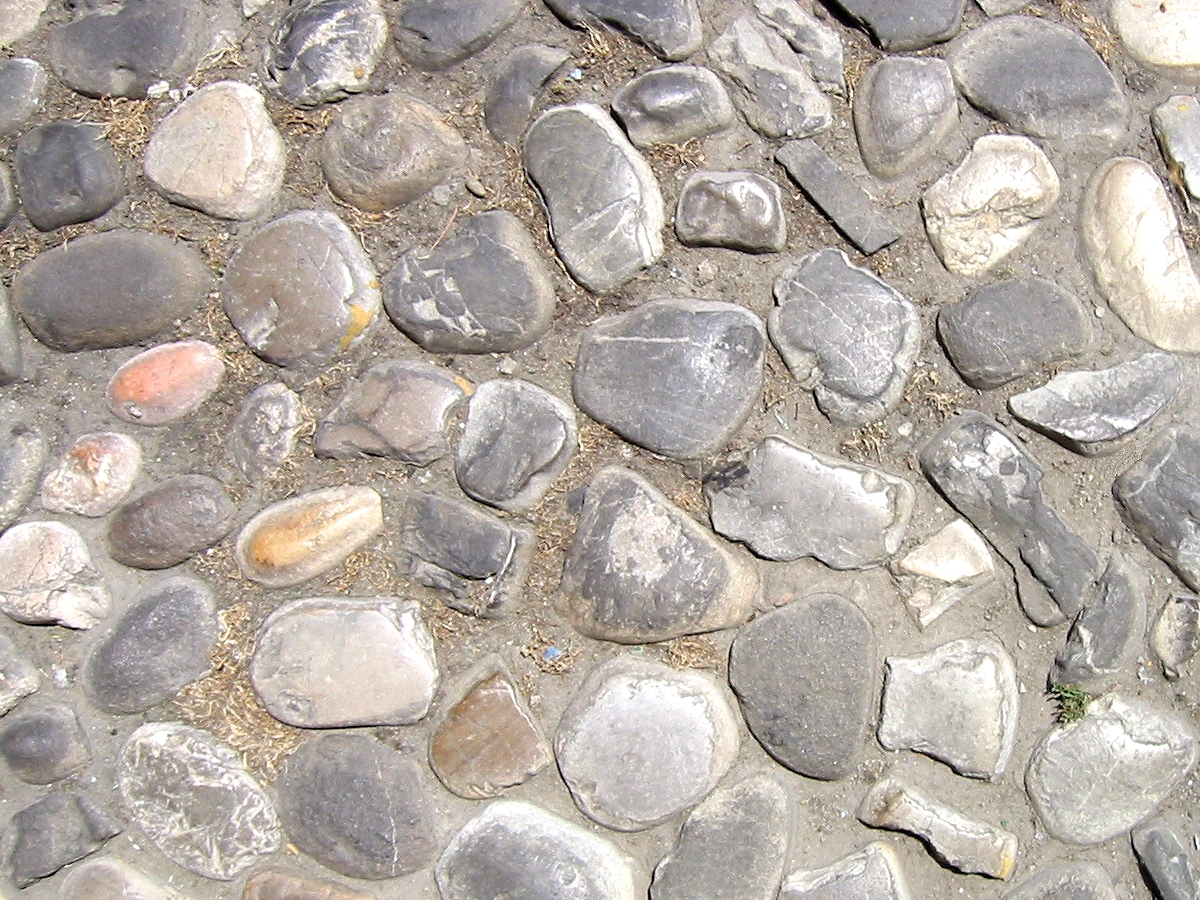
Kočičí hlavy mohou být chápany také jako dlažba tvořená říčními valouny nebo různými balvany

Kočičí hlavy je lidový termín pro druh kamenné dlažby. Dnes je to označení nejasného původu i nejasného významu. Teoreticky se může pojem kočičí hlavy použít pro jakoukoliv dlažbu tvořenou přírodními dlažebními kameny, ať už neopracovanými (říční valouny nebo přírodní či lomové balvany) nebo opracovanými (křemenné kvádry). Výjimku tvoří moderní žulové dlažební kostky, ty se[kdo?] mezi kočičí hlavy nepočítají,[zdroj⁠?!] avšak jsou tak někdy nesprávně[zdroj⁠?!] označovány.
Pravděpodobný původ termínu "kočičí hlavy" bude už ve starověku. V Římě, ale i v dalším městech (doloženo zde např. z Pompeii  ) se pro zvýšení viditelnosti cest ve tmě používaly v rozích dlažebních kamenů bílé oblázky. Ty se nazývaly "kočičí oči". Tady by tedy mohl být původ jména, okolní kameny tedy byly "kočičí hlavy".
Pro kočičí hlavy, ať už jde o valouny, balvany nebo opotřebované křemenné kvádry, je typická nerovnoměrnost dlažby (oproti pravidelnosti žulových kostek). Křemenné kvádry se totiž časem pod koly povozů na hranách odlamovaly a opotřebovávaly a vytvářely tak specifické útvary – lze tedy říct, že se z nich "kočičí hlavy" teprve časem staly. Tento jev lze pozorovat zejména v Praze a v některých dalších historických městech se zachovalou původní dlažbou. Často tak nelze rozeznat, zda je povrch vydlážděn valouny nebo zda jde o opotřebované křemenné kvádry.

## Kočičí hlavy jako křemenné kvádry
Specifický druh dlažby, která byla vyráběna z křemence ve tvaru kvádrů. Nejčastěji má barvu do žluto-hněda až červena a používala se pro dláždění silnic a cest, převážně ve městech. Její název je odvozen od tvaru, který dlažba vlivem používání získala – připomínal hlavu kočky. Chůze po dlažbě z křemence nebyla snadná, jelikož povrch často klouzal.
Dlažební kostky vyráběné z křehkého křemence byly typické tím, že vlivem poškození se na nich projevoval lasturnatý lom, který se nejvíce vyskytoval na jeho hranách. Těžké okované povozy používané v minulosti často vlivem nerovné dlažby nadskakovaly a při dopadu odlamovaly části dlažby, čímž měnily původní téměř kvádrový tvar. Odlámání okrajů vytvořilo ve středu vyvýšenou část a na okrajích propadliny, které připomínaly morfologii hlavy. Nově vzniklá tělesa začínala připomínat kočičí hlavy, jimž se podobaly jak velikostí, tak i výčnělky na svém vrchu.
Prvotní dlažba byla pokládána v téměř půlkruhovém rastru – necelé půlkruhy kolmé na průběh silnice na sebe navazovaly a navzájem se překrývaly. Později se vzorec změnil na rovnoběžný, který byl následně převzat i žulovou dlažbou.
V moderní době byly kočičí hlavy na většině míst nahrazeny praktičtější žulou, která je pevnější a vzhledem k drsnějšímu povrchu (i po ohlazení) má menší klouzavost (vyšší tření), když je mokrá. S původní dlažbou kočičích hlav je možné se ojediněle setkat v historických jádrech měst, případně v uličkách na periferii či s malým provozem, kde během času nevznikla nutnost výměny povrchu silnice. Většinou však byla nahrazena žulovými kvádry, nebo živičným/asfaltovým litým povrchem. Pokud by byla někde položena moderní dlažba z křemence, jen velmi složitě by vznikala podoba do kočičích hlav, jelikož moderní dopravní prostředky jsou již vybaveny pneumatikami, které by neničily dlažbu odlamováním, a tedy by nedocházelo ke vzniku specifických tvarů.

## Kočičí hlavy jako valouny/balvany
Před vyráběním křemenných kvádrů se pro dláždění používaly říční valouny nebo různé balvany (lomové či přírodní). Takto nepravidelně vydlážděný povrch se nazývá "divoká dlažba" a často byl později překryt dalšími vrstvami – např. říčním pískem, na který se pak položily novější dlažební kameny nebo kostky.

## Galerie

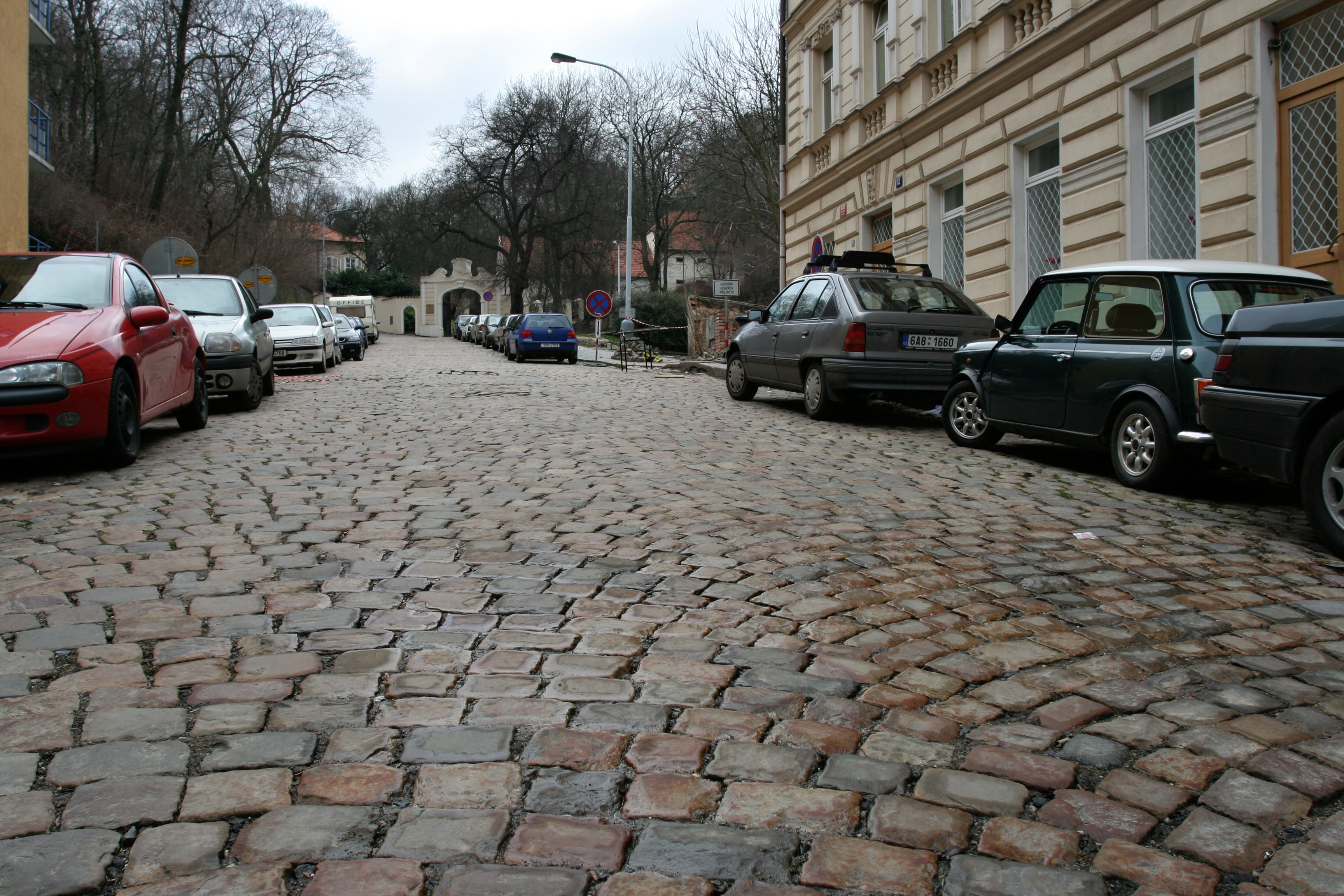
Celkový pohled na silnici dlážděnou půlkruhovým rastrem
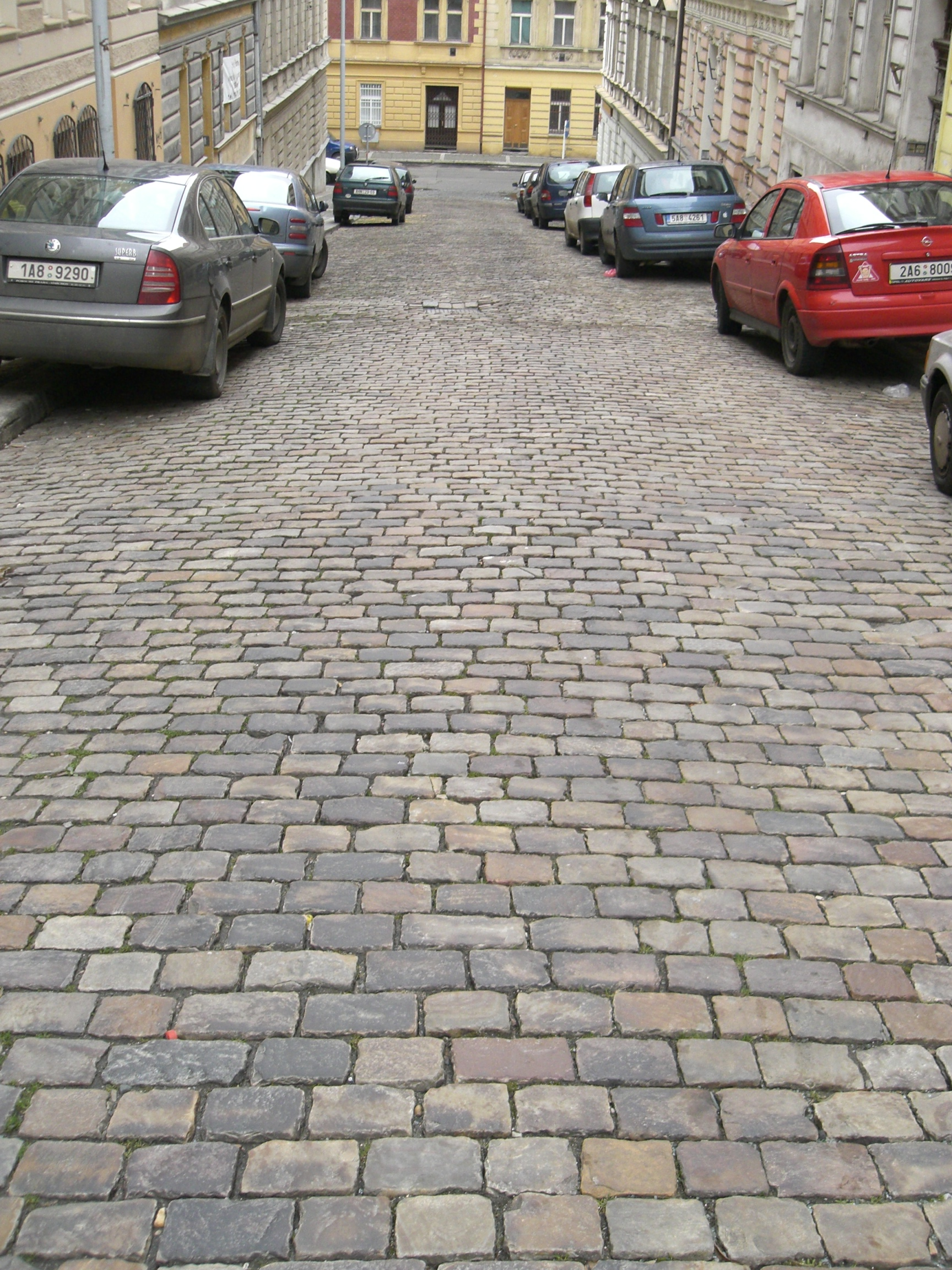
Celkový pohled na silnici dlážděnou rovnoběžným rastrem
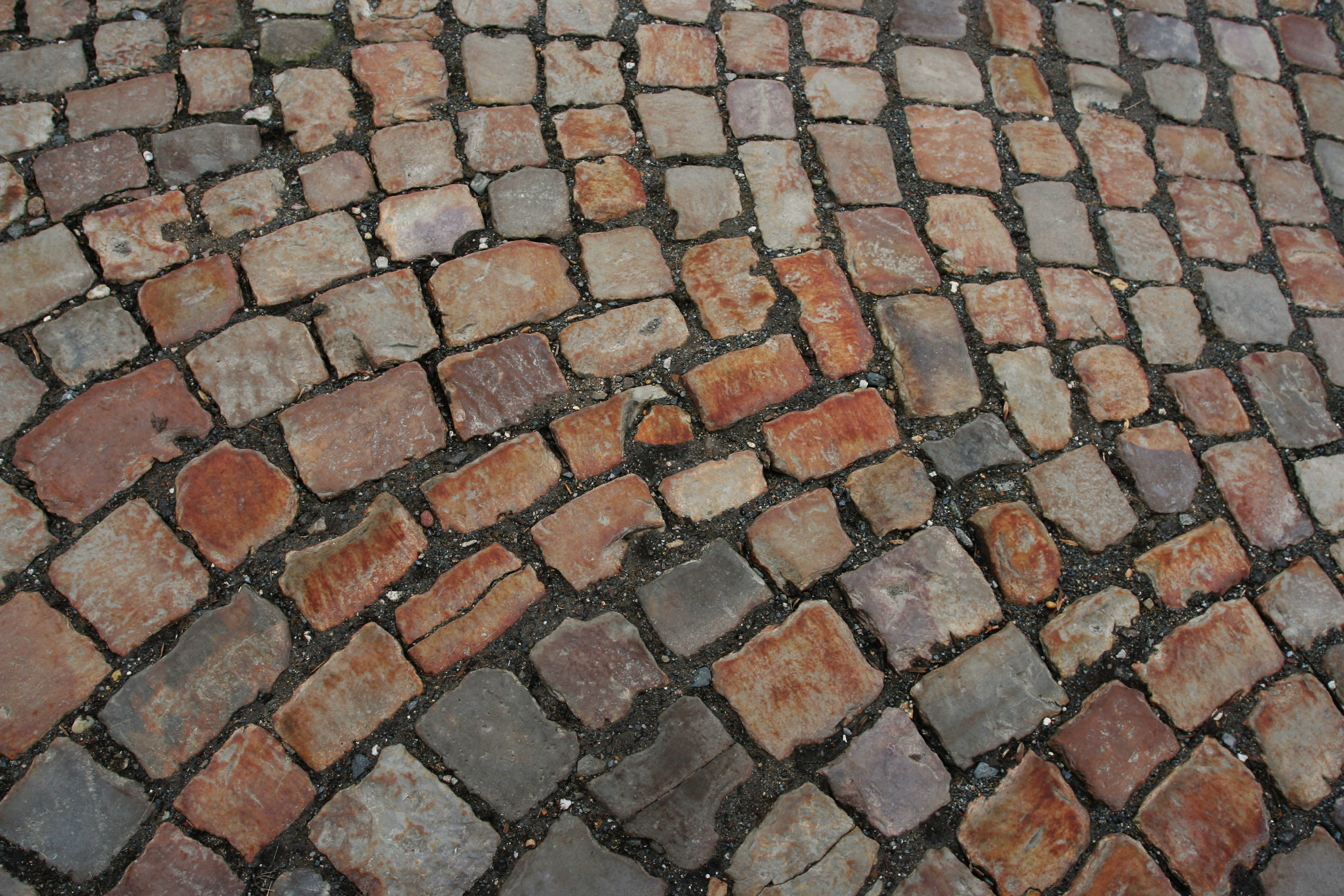
Prvotní – půlkruhový – druh dlažby s kočičími hlavami
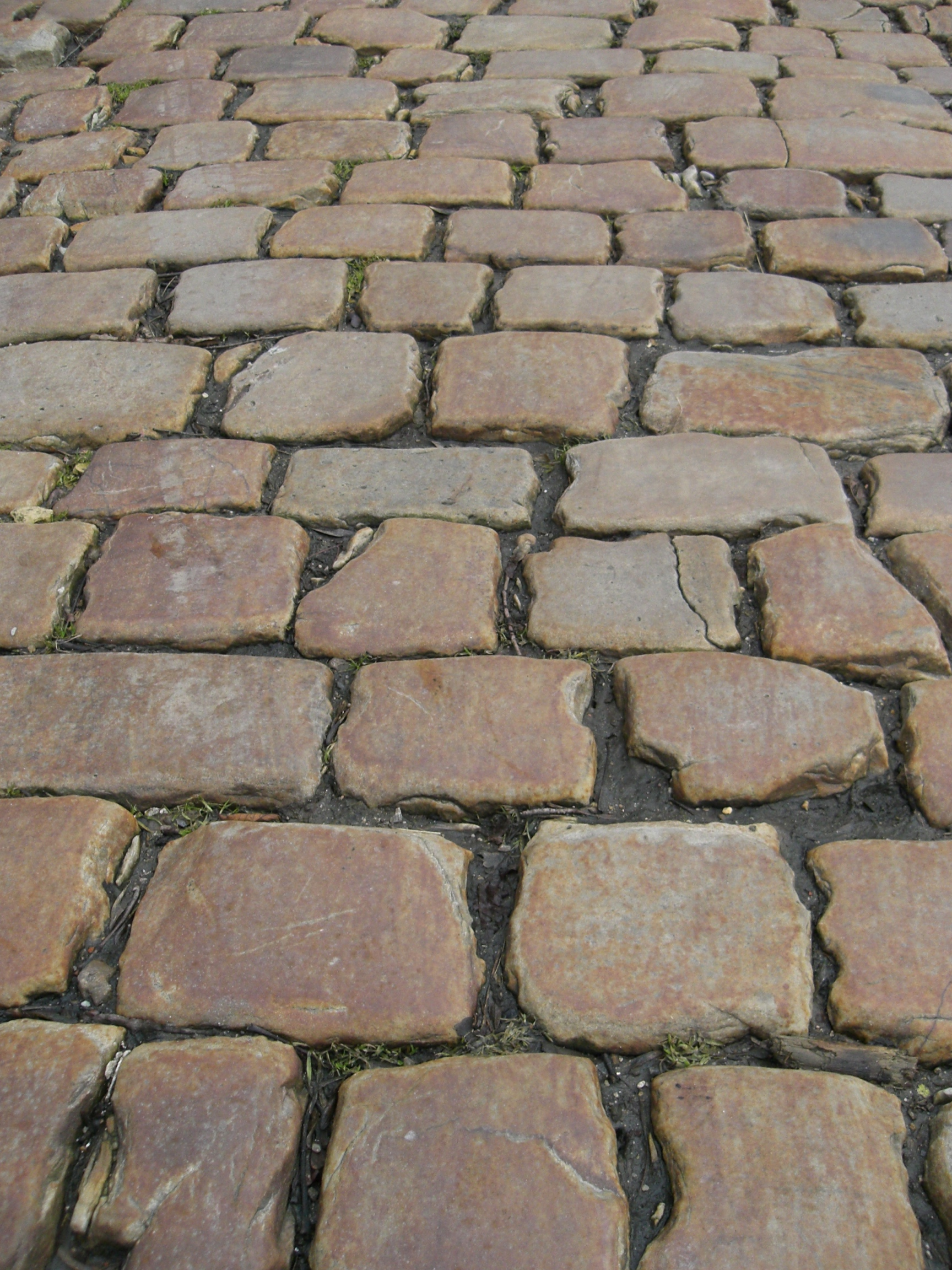
Novější – rovnoběžný – druh dlažby kočičími s hlavami
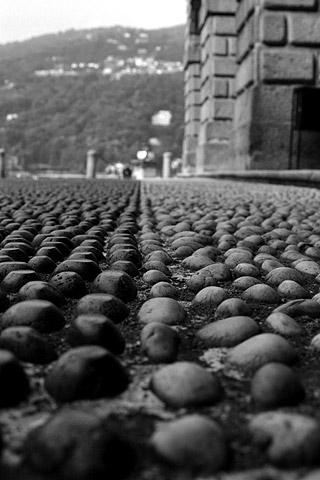
Stará Italská cesta dlážděná valouny
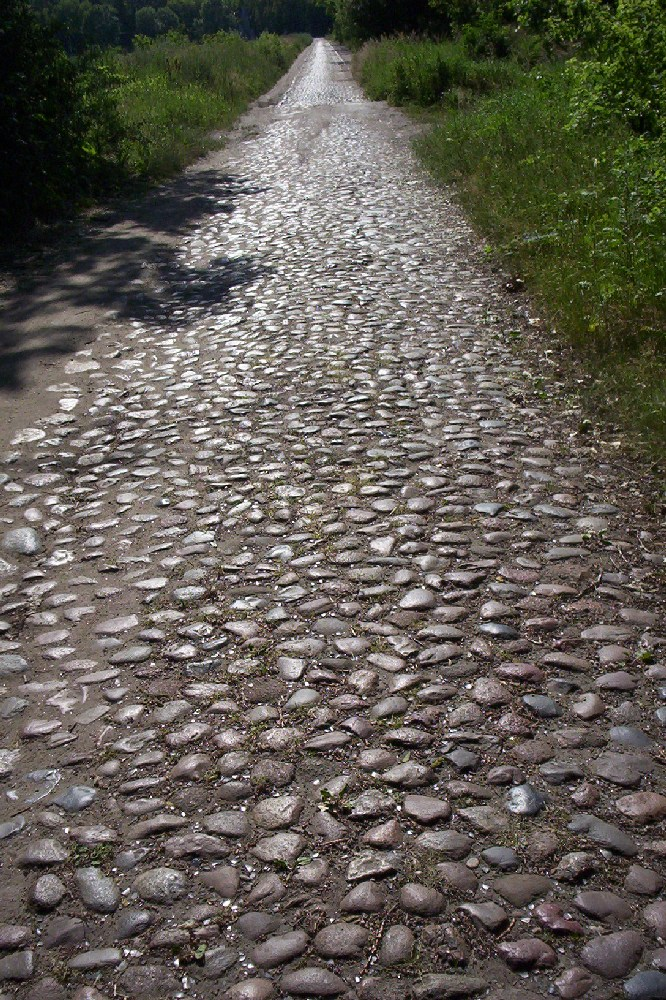
Cesta v Polsku dlážděná říčními valouny